# 蘇普爾鄉

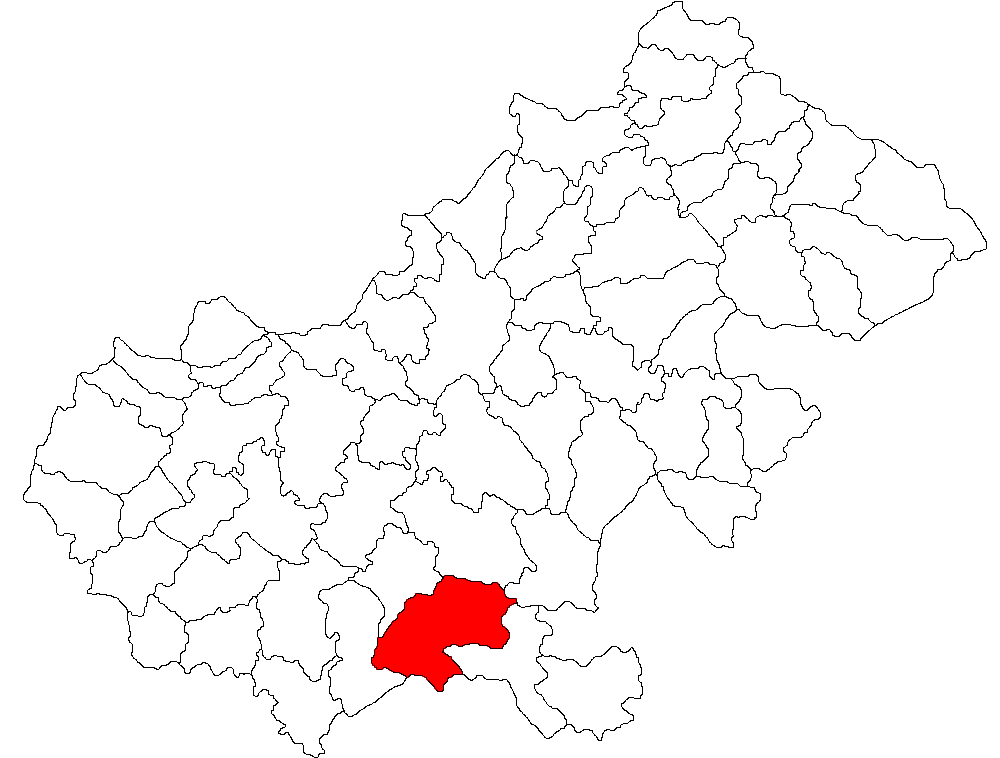

47°28′00″N 22°48′00″E / 47.4667°N 22.8°E
蘇普爾鄉（羅馬尼亞語：Comuna Supur, Satu Mare），是羅馬尼亞的鄉份，位於該國西北部，由薩圖馬雷縣負責管轄，面積124平方公里，海拔高度150米，2007年人口4,523，人口密度每平方公里36人。